# O trąbce i ptaszku
O trąbce i ptaszku (ros. Про дудочку и птичку) – radziecki animowany film krótkometrażowy z 1977 roku w reżyserii Natalji Orłowej i Garri Bardina. Przedstawia dwie zabawne historie: „Nieznośna kaczuszka” (ros. «Уточка и дудочка») według wiersza Jekatieriny Karganowej i „Uwaga ptaszek” (ros. «Про птичку») na podstawie wiersza Owseja Driza.

## Wersja polska
O trąbce i ptaszku: cz. I - „Nieznośna kaczuszka” i cz. II - „Uwaga ptaszek” 
- Wersja polska: Studio Opracowań Filmów w Warszawie
- Reżyseria: Zofia Dybowska-Aleksandrowicz
- Tekst: Zbigniew Stawecki
- Dźwięk: Jerzy Januszewski
- Montaż: Gabriela Turant
- Kierownictwo produkcji: Tadeusz Simiński

Źródło: